# Over the Horizon Radar
Over the Horizon Radar  è il decimo album di inediti degli Jorn, gruppo musicale del cantante heavy metal norvegese Jørn Lande.
Il disco è stato prodotto da Jorn Lande, mix e mastering sono stati affidati ad Alessandro Del Vecchio.

## Tracce
1. Over the Horizon Radar – 5:28
2. Dead London – 7:09
3. My Rock And Roll – 7:35
4. One Man War – 6:02
5. Black Phoenix – 4:36
6. Special Edition – 3:41
7. Ode to the Black Nightshade – 5:01
8. In the Dirt – 3:05
9. Believer – 6:22
10. Faith Bloody Faith – 4:04

## Formazione
- Jørn Lande - voce
- Tore Moren - chitarre
- Adrian SB - chitarre
- Nik Mazzucconi - basso
- Alessandro Del Vecchio - tastiere
- Francesco Jovino - batteria